# Flora graeca
Flora graeca (abreviado Fl. Graec.) es un libro con ilustraciones y descripciones botánicas que fue escrito conjuntamente por John Sibthorp & James Edward Smith y publicado en Londres en 10 volúmenes en los años 1806-1840 con el nombre de Flora graeca: sive Plantarum rariorum historia, quas in provinciis aut insulis Graeciae / legit, investigavit et depingi curavit Johannes Sibthorp ... Characteres omnium, descriptiones et synonyma elaboravit Jacobus Edvardus Smith.

## Publicación
10 vols. : 966 placas coloreadas. Cada volumen ha añadido T.-P. con la ilustración de color. Nissen 1840 cita Ferdinand Bauer como artista y grabador y James & J. de C. Sowerby como grabadores. Vol. 8-10: "Elaboravit Johannes Lindley."